# Земляні гадюки
Земляні гадюки (Atractaspididae) — родина отруйних змій надродини Colubroidea інфраряду Alethinophidia. Має 2 підродини, 12 родів та 74 види.

## Опис
Загальна довжина представників цієї родини коливається від 15 до 85 см, інколи 1 м. Голова вузька, маленька, вкрита великими щитками із загостреним кінчиком морди. Очі крихітні. Тулуб гладенький, хвіст короткий. Низка видів мають великі порожнисті ікла та більше ніяких інших зубів. Ікла можуть складатися, деякі представники родини здатні випрямляти їх, не відкриваючи повністю пащу, так, що ікла стирчать з боків. Це допомагає цим зміям вкусити здобич, поки вони знаходяться під землею. Інші види мають нерухомі передні або задньощелепні зуби.
Забарвлення адаптовано під колір ґрунту, де мешкають змії цієї родини, здебільшого вони мають чорний, піщаний, коричневий, бурий, сірий кольори. Черево може бути світлішим за спину.

## Спосіб життя
Полюбляють сухі місцини. З'являються на поверхні тільки вночі, проводячи велику частину часу під землею або ховаючись в опалому листі або піщаному ґрунті. Полюють на інших риючих тварин, що мешкають у верхніх шарах ґрунту: гризунів, ящірок, земноводних, змій. Деякі види високо спеціалізовані в їжі і їдять тільки певні види хребетних.
Ці змії кусають, завдаючи удар збоку, якого важко уникнути. Земляні гадюки, що мають отруйні залози, але їх отрута не дуже токсична для людини — місце укусу зазвичай опухає і болить, лише окремі види можуть стати причиною смерті.
Це яйцекладні змії. Самиці відкладають до 15 яєць.

## Поширення
Мешкають здебільшого в Африці, лише один рід (Micrelaps) на Близькому Сході.

## Підродини
- Aparallactinae
- Atractaspidinae